# Ernst Weinschenk

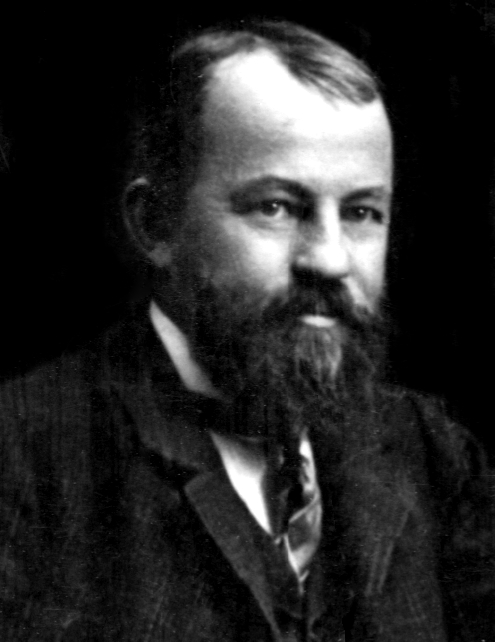
Ernst Weinschenk (München, 1909)

Ernst Heinrich Oskar Kasimir Weinschenk (* 6. April 1865 in Esslingen am Neckar; † 26. März 1921 in München) war ein deutscher Mineraloge und Petrologe.

## Biografie
Weinschenk war der Sohn eines Königlich Württembergischen Landgerichtspräsidenten und studierte, nach seinem Abschluss am Karls-Gymnasium Stuttgart, in Tübingen, Leipzig und München Naturwissenschaften mit dem Schwerpunkt Geologie und Mineralogie. Er war Mitglied der katholischen Studentenverbindungen AV Guestfalia Tübingen (ab 1884), KDStV Burgundia Leipzig (ab 1885) und KDStV Aenania München. Er wurde 1888 in München summa cum laude bei Paul Heinrich von Groth promoviert mit der Dissertation Ueber die Umwandlung von Quarz in Speckstein. Des Weiteren studierte Weinschenk in Greifswald, Paris und London. Er war ab 1897 Professor für Petrographie an der TU München und ab 1900 außerordentlicher Professor an der Universität München.
Weinschenk wurde bekannt durch Studien über die Mineralogie von Meteoriten und die Kontaktmetamorphose in den Alpen. Er war ein Pionier in der Verwendung von Dünnschliffen und dem Polarisationsmikroskop, womit er viele neue Mineralien entdeckte. Er untersuchte die Entstehung der Schwefelerz-Lagerstätte Silberberg im Bayerischen Wald und Graphit-Lagerstätten nahe Passau (insbesondere Kropfmühl, Hauzenberger Graphit), die er auf exhalative Bildung in Zusammenhang mit der Granit-Orogenese zurückführte (was im Fall der Graphit-Lagerstätten schon bald von Hans Cloos und anderen revidiert wurde).
Neben seinen eigenen Werken über Petrologie gab er die 6. und 7. Auflage des Lehrbuchs der Mineralogie von Franz von Kobell heraus.
Das Mineral Weinschenkit ist nach ihm benannt.
Weinschenk hatte mit seiner Frau Elsa Lechner drei Söhne und zwei Töchter. Er starb an den Folgen einer Gallensteinoperation.

## Schriften
- Grundzüge der Gesteinskunde:
  - Teil 1 Allgemeine Gesteinskunde als Grundlage der Geologie, 1902, 2. Auflage, Herder 1906
  - Teil 2 Spezielle Gesteinskunde mit besonderer Berücksichtigung der geologischen Verhältnisse, 2. Auflage, Herder 1907
  - Englische Übersetzung: The fundamental principles of petrology, McGraw Hill 1916
- Die gesteinsbildenden Mineralien, 2. Auflage, Herder 1907
- Petrographisches Vademekum: ein Hilfsbuch für Geologen, Geographen und Techniker, Herder 1907, 1924
- Anleitung zum Gebrauch des Polarisationsmikroskops, Herder 1901
- Das Polarisationsmikroskop, 6. Auflage, Herder 1925
- Zur Kenntnis der Graphitlagerstätten: chemisch-geologische Studien, Abh. Math.-Phys. Klasse Bayr. Akad. Wiss. 1897, Teil 2 (Alpine Graphitlagerstätten), ibid 1900, Teil 3 (Die Graphitlagerstätten der Insel Ceylon), ibid. 1901
- Der Graphit, seine wichtigsten Vorkommnisse und seine technische Verwerthung,  Verl.-Anst. und Dr. A.-G., Hamburg 1898
- Die Kieslagerstätte im Silberberg bei Bodenmais: ein Beitrag zur Entstehungsgeschichte der Falbänder, Abh. Math.-Phys. Klasse Bayr. Akad. Wiss. 1901